# Jenna Jameson
Jenna Jameson (ur. 9 kwietnia 1974 w Las Vegas) – amerykańska aktorka i reżyserka filmów pornograficznych, jedna z najbardziej popularnych gwiazd filmów pornograficznych z końca lat 90. Zadebiutowała w wieku 20 lat, w 1996, otrzymała niemal każdą możliwą nagrodę od organizacji w przemyśle filmowym dla dorosłych. Na początku 1997 Jameson zagrała w komedii Części intymne, komiksowej autobiografii radiowej osobowości Howarda Sterna. W 2002 została umieszczona na drugim miejscu na liście 50. największych gwiazd branży porno wszech czasów przez periodyk Adult Video News.

## Życiorys

### Wczesne lata
Urodziła się w Las Vegas jako córka Judith Brooke Massoli, tancerki Folies Bergère i Tropicana Resort & Casino w Las Vegas, i Laurence’a Henry’ego Massoliego, policjanta. Jej rodzina miała pochodzenie angielskie, włoskie, niemieckie i irlandzkie. Jej matka zmarła 20 lutego 1976 na nowotwór złośliwy skóry, dwa miesiące przed drugimi urodzinami Jenny. Choroba matki spowodowała bankructwo rodziny. Jenna przenosiła się ze stanu Nevady, do Arizony i Montany. Wychowywała się ze starszym bratem Tonym. Wygrała konkurs piękności. Uczestniczyła w zajęciach baletowych. Mieszkała na farmie bydła we Frombergu w stanie Montana. Wyznała, że gdy miała 16 lat, została dwa razy zgwałcona. Po raz pierwszy w październiku 1990, po meczu piłki nożnej we Fromberg High School, gdy zatrzymał się samochód z czterema młodymi mężczyznami, została przez nich pobita i zbiorowo zgwałcona. Po raz drugi doszło do incydentu u jej wuja Jacka, a oprawcą był przyjaciel wuja.
W 1991, mając 17 lat podjęła pracę striptizerki w lokalnych klubach w Las Vegas po tym, jak zmieniła nazwisko. Kiedy była niepełnoletnia korzystała z podrobionego dowodu tożsamości, podpisała w nich parę kontraktów i zaczęła pozować dla męskich magazynów.

### Kariera
W 1993 pojawiła się w filmie erotycznym typu softcore. Potem wystąpiła w ponad 143 filmowych produkcjach pornograficznych jako aktorka i w 4 jako reżyserka. Pomagała w uruchomieniu Vivid Entertainment – V2 Division, które osiągnęło dochody na poziomie 1,2 miliarda dolarów. Zarobiła 72 mln dolarów na sprzedaży swojej spółki – Club Jenna.
Pojawiła się na ponad 300 okładkach magazynów, w tym „Playboy”, „Hustler” (w kwietniu 2003), „Cosmopolitan” czy „Glamour”. Wzięła udział w reklamach, m.in.: Adidas, PETA i Zoo York.
Występowała w filmach fabularnych – komedii Części intymne (1997) u boku Howarda Sterna, niezależnym Dirt Merchant (1999) z Dannym Mastersonem, czy Zombie Strippers (2008). Prowadziła kilka programów w telewizji E! i gościła w MTV za sprawą teledysku Eminema „Without Me” (2002).
Użyczyła głosu w kreskówce Głowa rodziny. Udzielała wywiadów dla stacji telewizyjnych NBC, CNBC, Fox News Channel i CNN. Dubbingowała porno–gwiazdę znaną jako Candy Suxxx w popularnej grze wideo Grand Theft Auto: Vice City (2002).
W listopadzie 2001 klub dyskusyjny Oxford Union zaprosił Jameson do Oksfordu, aby wzięła udział w dyskusji na temat Izba Gmin wierzy, że porno jest szkodliwe. Argumentowała przeciwko szkodliwości pornografii. Napisała wówczas w swoim pamiętniku „Czuję, że nie jestem w swoim żywiole, ale nigdy nie mogłabym przepuścić takiej szansy... To się zdarza raz życiu”. Jej strona w dyskusji wygrała w końcowym głosowaniu stosunkiem głosów 204 do 27.
W 2006 w muzeum Madame Tussaud’s w Las Vegas postawiono jej woskową figurę.
17 sierpnia 2004 wydano jej autobiografię How to Make Love Like a Porn Star: A Cautionary Tale, która przez 6 tygodni utrzymywała się na liście bestsellerów New York Times. W marcu 2009 ukazała się polska wersja tej książki – „Jak kochać się jak gwiazda porno. Opowieść ku przestrodze”.
W marcu 2013 zajęła drugie miejsce w rankingu „Najlepsze aktorki porno wszech czasów” (Las mejores actrices porno de todos los tiempos), ogłoszonym przez hiszpański portal 20minutos.es.

## Życie prywatne
20 grudnia 1996 wyszła za mąż za aktora i reżysera filmów pornograficznych Wicked Pictures – Brada Armstronga, jednak w marcu 1997 doszło do separacji, a w roku 2001 do rozwodu. 22 czerwca 2003 poślubiła producenta i reżysera porno Jaya Grdinę (Justina Sterlinga), z którym się rozwiodła w roku 2007. Od października 2006 roku związała się z Tito Ortizem, zawodnikiem mieszanych sztuk walki (MMA) i mistrzem wagi półciężkiej UFC, z którym ma dwóch synów bliźniaków: Jessego i Journeya Jette (ur. 16 marca 2009). Jameson i Ortiz rozstali się w marcu 2013 roku, a Ortiz uzyskał pełną opiekę nad bliźniakami. Zamieszkała w Arizonie.
W 2015 związała się z izraelskim handlarzem diamentami, Liorem Bittonem, dla którego przeszła na judaizm. Mają córkę Batel Lu.
W styczniu 2021 zdiagnozowano u niej zespół Guillaina-Barrégo.

## Publikacje
- Jenna Jameson: How to Make Love Like a Porn Star: A Cautionary Tale. Regan Books, 2004. ISBN 978-0-06-053909-2. Brak numerów stron w książce
- Jenna Jameson: Sugar. Skyhorse Publishing, 2013. ISBN 978-1-62636-101-0. Brak numerów stron w książce
- Jenna Jameson: Honey. Skyhorse Publishing, 2014. ISBN 978-1-62873-713-4. Brak numerów stron w książce
- Jenna Jameson: Spice. Skyhorse Publishing, 2014. ISBN 978-1-62914-492-4. Brak numerów stron w książce

## Filmografia
| Rok  | Tytuł                                                                        | Rola                | Reżyser                     |
| ---- | ---------------------------------------------------------------------------- | ------------------- | --------------------------- |
| 1997 | Części intymne (Private Parts)                                               | Mandy               | Betty Thomas                |
| 1999 | Dirt Merchant                                                                | Holly „So Tightly”  | B.J. Nelson                 |
| 1999 | The Girl Next Door (film dokumentalny)                                       | w roli samej siebie | Christine Fugate            |
| 1999 | The Other Hollywood (film dokumentalny)                                      | w roli samej siebie | Anders Dalgaard             |
| 2000 | European Blue Review Uncut (film dokumentalny)                               | w roli samej siebie | Gary Grant                  |
| 2001 | Porn Star: The Legend of Ron Jeremy (film dokumentalny)                      | w roli samej siebie | Scott J. Gill               |
| 2002 | Porn 'n Chicken (TV)                                                         | w roli samej siebie | Lawrence Trilling           |
| 2003 | Fluffy Cumsalot, Porn Star (film dokumentalny)                               | w roli samej siebie | Nathan S. Garfinkel         |
| 2003 | Samhain, czyli Zła Rasa: Legenda Samhain (Evil Breed: The Legend of Samhain) | Jenny               | Christian Viel              |
| 2004 | Pornucopia: Going Down in the Valley (miniserial dokumentalny)               | w roli samej siebie | Dan Chaykin                 |
| 2004 | Porno Valley (serial dokumentalny)                                           | w roli samej siebie | Q. Allan Brocka, Dave Hills |
| 2004 | Thinking XXX (film dokumentalny)                                             | w roli samej siebie | Timothy Greenfield-Sanders  |
| 2008 | Zombie Strippers (Striptizerki Zombie)                                       | Kat                 | Jay Lee                     |
| 2009 | Naked Ambition: An R Rated Look at an X Rated Industry (film dokumentalny)   | w roli samej siebie | Michael Grecco              |
| 2011 | Horrorween (wideo)                                                           | w roli samej siebie | Bryn Pryor                  |
| 2014 | Synowie Anarchii Sons of Anarchy, (serial) odc. „Playing with Monsters”      | lekarka PornGirl    | Craig Yahata                |
| 2015 | X-Rated: The Greatest Adult Movies of All Time (film dokumentalny)           | w roli samej siebie | Bryn Pryor                  |
| 2016 | X-Rated 2: The Greatest Adult Stars of All-Time (film dokumentalny)          | w roli samej siebie | Bryn Pryor                  |
| 2016 | Just Jenna (TV)                                                              | Jenna               | Evan Romoff                 |
| 2017 | Limelight                                                                    | Scarlett Peters     | James Cullen Bressack       |

## Gry wideo
| Rok  | Tytuł                       | Rola        |
| ---- | --------------------------- | ----------- |
| 2002 | Tony Hawk’s Pro Skater 4    | Daisy       |
| 2002 | Grand Theft Auto: Vice City | Candy Suxxx |

## Nagrody
| Rok  | Nagroda                                        | Kategoria                                      | Film                                                        | Inni wykonawcy                                  |
| ---- | ---------------------------------------------- | ---------------------------------------------- | ----------------------------------------------------------- | ----------------------------------------------- |
| 1995 | NightMoves Award                               | Najlepsza nowa gwiazdka                        | –                                                           | –                                               |
| 1996 | AVN Award                                      | Najlepsza aktorka – wideo                      | Wicked One (1995)                                           | –                                               |
| 1996 | AVN Award                                      | Najlepsza scena seksu w parze – film           | Blue Movie (1995), reż. Michael Zen                         | T.T. Boy                                        |
| 1996 | AVN Award                                      | Najlepsza nowa gwiazdka                        | –                                                           | –                                               |
| 1996 | Fans of X-Rated Entertainment (F.O.X.E. Award) | Video Vixen                                    | –                                                           | –                                               |
| 1996 | Hot d’Or                                       | Najlepsza nowa amerykańska gwiazdka            | –                                                           | –                                               |
| 1996 | Hot d’Or                                       | Najlepsza amerykańska aktorka                  | –                                                           | –                                               |
| 1996 | XRCO Award                                     | Gwiazdka roku                                  | –                                                           | –                                               |
| 1996 | NightMoves Award                               | Najlepsza aktorka                              | –                                                           | –                                               |
| 1997 | AVN Award                                      | Najlepsza scena seksu w parze – film           | Jenna Loves Rocco (1996)                                    | Rocco Siffredi                                  |
| 1997 | AVN Award                                      | Najlepsza scena seksu w parze – wideo          | Conquest (1996)                                             | Vince Vouyer                                    |
| 1997 | F.O.X.E. Award                                 | Ulubienica fanów                               | –                                                           | Jeanna Fine i Shane                             |
| 1997 | Hot d’Or                                       | Najlepsza aktorka amerykańska                  | –                                                           | –                                               |
| 1997 | NightMoves Award                               | Najlepsza aktorka                              | –                                                           | –                                               |
| 1998 | AVN Award                                      | Najlepsza scena seksu samych dziewczyn – film  | Satyr (1997), reż. Michael Zen                              | Missy                                           |
| 1998 | F.O.X.E. Award                                 | Ulubienica fanów                               | –                                                           | Tiffany Mynx, Stacy Valentine i Stephanie Swift |
| 1998 | Hot d’Or                                       | Najlepsza amerykańska aktorka                  | Sexe de Feu, Coeur de Glace (1998)                          | –                                               |
| 2002 | KSEXradio Listener’s Choice Award              | Ulubiona gwiazda porno                         | –                                                           | –                                               |
| 2003 | AVN Award                                      | Najlepsza scena seksu samych dziewczyn – wideo | I Dream of Jenna 1 (2002)                                   | Autumn, Nikita Denise                           |
| 2003 | Adam Film World Guide Award                    | Najlepsza scena seksu samych dziewczyn – wideo | Briana Loves Jenna (2001)                                   | Briana Banks                                    |
| 2003 | G-Phoria                                       | Najlepsza wykonawczyni głosowa                 | Grand Theft Auto: Vice City (2003)                          | –                                               |
| 2003 | KSEXradio Listener’s Choice Award              | Ulubiona gwiazda porno                         | –                                                           | –                                               |
| 2004 | XRCO Award                                     | Najlepsza scena seksu dziewczyna z dziewczyną  | My Plaything: Jenna Jameson 2 (2002)                        | Carmen Luvana                                   |
| 2004 | KSEXradio Listener’s Choice Award              | Ulubiona gwiazda porno                         | –                                                           | –                                               |
| 2005 | AVN Award                                      | Najlepsza aktorka – film                       | The Masseuse 1 (2004)                                       | –                                               |
| 2005 | AVN Award                                      | Najlepsza scena seksu samych dziewczyn – film  | The Masseuse 1 (2004)                                       | Savanna Samson                                  |
| 2005 | AVN Award                                      | Najlepsza scena seksu w parze – film           | The Masseuse 1 (2004)                                       | Justin Sterling                                 |
| 2005 | XRCO Award                                     | XRCO Hall of Fame (Aleja sławy)                | –                                                           | –                                               |
| 2005 | XRCO Award                                     | Ulubienica medialna dla dorosłych Mainstream   | How to Make Love Like a Porn Star: A Cautionary Tale (2004) | Seymore Butts / Family Business                 |
| 2005 | Adam Film World Guide Award                    | Wykonawczyni porno roku                        | How to Make Love Like a Porn Star: A Cautionary Tale (2004) | –                                               |
| 2005 | Adam Film World Guide Award                    | Najlepsza aktorka                              | –                                                           | –                                               |
| 2006 | AVN Award                                      | AVN Hall of Fame (Aleja sławy)                 | –                                                           | –                                               |
| 2006 | AVN Award                                      | Crossoverowa gwiazda roku                      | –                                                           | –                                               |
| 2006 | AVN Award                                      | Najlepsza aktorka drugoplanowa                 | The New Devil in Miss Jones (2005)                          | Savanna Samson                                  |
| 2006 | AVN Award                                      | Najlepsza scena samych dziewczyn – film        | The New Devil in Miss Jones (2005)                          | Savanna Samson                                  |
| 2006 | XBIZ Award                                     | Bizneswoman roku                               | –                                                           | –                                               |
| 2006 | F.A.M.E. Awards                                | Ulubiona gwiazdka                              | –                                                           | –                                               |
| 2006 | F.A.M.E. Awards                                | Najgorętsze ciało                              | –                                                           | –                                               |
| 2007 | F.A.M.E. Awards                                | Ulubiona wykonawczyni wszech czasów            | –                                                           | –                                               |
| 2007 | AVN Award                                      | Crossoverowa gwiazda roku                      | –                                                           | –                                               |
| 2007 | NightMoves Award                               | Hall of Fame (Aleja sławy)                     | –                                                           | –                                               |